# Kathy Griffin
Pour les articles homonymes, voir Griffin.
Kathy Griffin est une humoriste, actrice, scénariste et productrice américaine née le 4 novembre 1960 à Oak Park (Illinois).

## Biographie

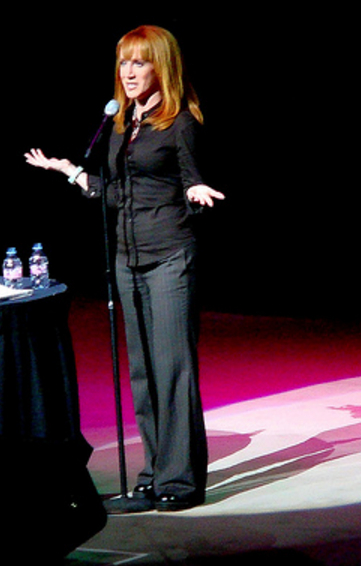
Kathy Griffin.

### Jeunesse et formation
Kathy Mary Griffin est la cadette des cinq enfants de John Patrick Griffin et de Mary Margaret Griffin,.
Kathy Griffin grandit à Chicago. Après avoir terminé ses études secondaires à la Oak Park and River Forest High School (en), elle s'établit à Los Angeles avec ses parents et entreprend une carrière d'actrice. Elle intègre un centre de formation, le Lee Strasberg Theatre Institute et l'American Film Institute. Griffin passe des auditions, tout en faisant de petits boulots. Au cours des années 1990, elle prend des cours auprès de l'école de théâtre et d'improvisation The Groundlings,.

### Carrière

#### Télévision
Dans les années 1990, Griffin fait ses débuts en tenant de petits rôles dans des séries télévisées comme The Fresh Prince of Bel-Air. En 1997, elle obtient l'un des rôles principaux dans la série télévisée Suddenly Susan (en) aux côtés de Brooke Shields, Judd Nelson, et de Nestor Carbonell,. Elle est engagée par la chaîne Entertainment Television (E!) pour interroger les célébrités avant la cérémonie des Golden Globes. En 2005, elle plaisante à l'antenne en prétendant que Dakota Fanning, alors âgée de onze ans, a été admise dans un centre de désintoxication. Par la suite, Griffin refuse de s'excuser et est écartée de l'antenne. La série de téléréalité Kathy Griffin: My Life on the D-List (en), diffusée entre 2005 et 2010 par la chaîne Bravo, contribue à accroître sa notoriété et est récompensée aux Primetime Emmy Awards en 2007 et 2008. 
En 2015 elle remplace Joan Rivers dans l'émissions Fashion Police sur la chaine E!.

### Polémique
En mai 2017, elle poste une photo la présentant avec la tête décapitée du président des États-Unis Donald Trump, ce qui suscite une polémique et des critiques,, du camp républicain comme du camp démocrate. La chaîne CNN rompt son contrat qui la liait avec Kathy Griffin ; elle co-présentait depuis dix ans le réveillon sur la chaîne. Finalement, Kathy Griffin s'excuse dans une vidéo. Elle déclare « [ne pas faire] l’apologie de la violence » et qu'il s'agit d'humour, après que son initiative a été condamnée de toute part.

### Engagements
Kathy Griffin a fait plusieurs déclarations publiques en faveur des LGBT et a réalisé des sketchs humoristiques pour leur défense.

### Vie privée
En 2001, elle épouse Matt Moline, mais après avoir découvert que son mari prenait de l'argent de ses comptes bancaires, Kathy Griffin entame une procédure de divorce en mai 2005. Dans une interview donnée lors de l'émission Larry King Live de CNN, la comédienne accuse Matt Moline de lui avoir volé une somme de 72 000 $. Après l'échec d'une tentative de réconciliation et d'une thérapie de couple, le divorce est prononcé  le 17 mai 2006,,.
En 2007, elle entame une relation avec le milliardaire Steve Wozniak, l'un des cofondateurs d'Apple, ils se séparent en 2008,,.

### Publications
Le 1er janvier 2009, sont publiées ses mémoires sous le titre de Official Book Club Selection : A Memoir According to Kathy Griffin, aux éditions Ballantine Books, 2009, 348 p. (ISBN 978-0-345-51851-4), mémoires non censurées racontant ce qui se passe pendant ses tournées, quand les spectacles sont terminées, loin des caméras, notamment avec les stars, le livre figure sur la liste des meilleures ventes des livres d'humour du New York Times,,.
En 2016, elle publie une suite à ses mémoires sous le titre de  Kathy Griffin's Celebrity Run-Ins : My A-Z Index, aux éditions Flatiron Books, 2016, 304 p. (ISBN 978-1-250-11563-8), comprenant des interviews, des anecdotes, etc,.

## Filmographie

### Comme actrice

#### Films
- 1980 : Les Mercenaires de l'espace (Battle Beyond the Stars) de Roger Corman et Jimmy T. Murakami : une extra-terrestre (non-créditée)
- 1980 : Fondu au noir (Fade to Black) de Vernon Zimmerman : une figurante dans le Grauman's Chinese Theatre (non-créditée)
- 1984 : Les Rues de feu (Streets of Fire) de Walter Hill : une spectatrice au concert (non-créditée)
- 1991 : The Unborn (en) de Rodman Flender (en) : Connie Chicago
- 1991 : Shakes the Clown (en) de Bobcat Goldthwait : Lucy
- 1994 : Pulp Fiction de Quentin Tarantino : elle-même
- 1994 : It's Pat de Adam Bernstein (en) : elle-même
- 1995 : Groom Service (Four Rooms) de Quentin Tarantino, Allison Anders, Robert Rodriguez et Alexandre Rockwell : Betty
- 1996 : Disjoncté / Le Gars du câble (The Cable Guy) de Ben Stiller : la mère de Ernie
- 1997 : Trojan War de George Huang (en) : la caissière
- 1997 : The Big Fall de C. Thomas Howell : Sally
- 1997 : Courting Courtney de Paul Tarantino : Ona Miller
- 1999 : Can't Stop Dancing (en) de Ben Zook et Stephen David : l'agent des modèles
- 1999 : Dill Scallion (en) de Jordan Brady : Tina
- 1999 : Who's the Caboose? (en) de Sam Seder (en) : Katty
- 1999 : Les Muppets dans l'espace (Muppets from Space) de Tim Hill : l'agent de sécurité
- 2000 : Dans les griffes de la mode (The Intern) de Michael Lange : Cornelia Crisp
- 2000 : Enemies of Laughter de Joey Travolta : Cindy
- 2001 : On Edge de Karl Slovin : Karen Katz
- 2002 : Run Ronnie Run! (en) de Troy Miller : elle-même
- 2003 : Beethoven et le Trésor perdu (Beethoven's 5th) de Mark Griffiths : Evie Kling
- 2005 : Dirty Love de John Mallory Asher : Mme Belly
- 2005 : Un secret pour tous (Her Minor Thing) de Charles Matthau : Maggie
- 2005 : L'Amour à la dérive (Love Wrecked) de Randal Kleiser : Belinda
- 2006 : Bachelor Party Vegas (en) de Eric Bernt (en) : "She-Elvis"
- 2011 : Bon à Tirer (B.A.T.) / Le Passe-Droit (Hall Pass) de Peter et Bobby Farrelly : elle-même

#### Films d'animation
- 2000 : Le Lion d'Oz (Lion of Oz) de Tim Deacon : Caroline
- 2005 : Dinotopia : À la recherche de la roche solaire (Dinotopia: Quest for the Ruby Sunstone) de Davis Doi : Rhoga
- 2010 : Shrek 4 : Il était une fin (Shrek Forever After) de Mike Mitchell : Dancing Witch / Wagon Witch #1
- 2010 : Le Voyage extraordinaire de Samy / Le Tour du monde en 50 ans (A Turtle's Tale: Sammy's Adventures) de Ben Stassen : Vera

#### Courts-métrages
- 2017 : Grannie de John Raphael et James Stapleton : Grannie

#### Télévision

##### Téléfilms
- 1988 : On the Fritz de Kim Paul Friedman : la femme
- 1992 : Medusa: Dare to Be Truthful (en) de Julie Brown et John Fortenberry : Taffy
- 1995 : Pieds nus dans la jungle des studios (The Barefoot Executive) de Susan Seidelman : Mary
- 1999 : Jackie's Back (en) de Robert Townsend (en) : elle-même
- 2000 : A Diva's Christmas Carol (en) de Richard Schenkman : "Ghost of Christmas Past"

##### Séries télévisées
- 1990 : Le Prince de Bel-Air (The Fresh Prince of Bel-Air) : Susan Klein (1 épisode — saison 1, épisode 4)
- 1993 : Guerres privées (Civil Wars) : Yvonne (1 épisode — saison 2, épisode 15)
- 1993 : Dream On : Dawn (1 épisode — saison 4, épisode 2)
- 1995 : Urgences (ER) : Dolores Minky (1 épisode — saison 1, épisode 24)
- 1995 : Dweebs (en) : Sheila (1 épisode — saison 1, épisode 3)
- 1995 : Dingue de toi / Fou de toi (Mad About You) : Brenda (1 épisode — saison 4, épisode 9)
- 1995-1996 : Ned and Stacey (en) : Jeanne (2 épisodes)
- 1996 : Ellen : Peggy (1 épisode — saison 3, épisode 15)
- 1996 : Ménage à trois (Partners) : Michelle (1 épisode — saison 1, épisode 18)
- 1996-1998 : Seinfeld : Sally Weaver (2 épisodes — saison 7, épisode 16 / saison 9, épisode 13)
- 1996 : Caroline in the City : l'employée (1 épisode — saison 1, épisode 19)
- 1996-2000 : Susan! (en) : Vicki Groener (rôle principal — 96 épisodes)
- 1996 : Docteur Katz (Dr. Katz, Professional Therapist) : Kathy (animation, voix originale - saison 3, épisode 5)
- 1999-2000 : Dilbert : Alice (animation, voix originale - 18 épisodes)
- 2000 : X-Files : Aux frontières du réel (The X-Files) : Betty Templeton / Lulu Pfeiffer (1 épisode — saison 7, épisode 20)
- 2000 : Larry et son nombril / Cache ta joie (Curb Your Enthusiasm) : elle-même (1 épisode — saison 1, épisode 1)
- 2001 : Les Simpson (The Simpsons) : Francine (animation, voix originale - saison 12, épisode 16)
- 2001 : La Vie avant tout (Strong Medicine) : l'entremetteuse (1 épisode — saison 2, épisode 13)
- 2002 : Drew Carey Show : elle-même (1 épisode — saison 7, épisode 26)
- 2003 : Quoi d'neuf Scooby-Doo ? (What's New Scooby-Doo?) : Luis Agent Autumn Summerfield (animation, voix originale - saison 1, épisode 13)
- 2003 : Spider-Man : Les Nouvelles Aventures (Spider-Man: The New Animated Series) : Roxanne Gaines (animation, voix originale - 2 épisodes)
- 2004 : Half and Half : Dr Morgan (1 épisode — saison 2, épisode 16)
- 2005 : Des jours et des vies (Days of our Lives) : la conductrice de la limousine (1 épisode)* * 2007 : Ugly Betty : l'animatrice fashion (1 épisode — saison 1, épisode 13)
- 2009 : Privileged : Olivia (1 épisode — saison 1, épisode 18)
- 2010 : New York, unité spéciale (Law and Order: Special Victims Unit) : Babs Duffy (1 épisode — saison 11, épisode 13)
- 2011 : The Defenders : Sally Scott (1 épisode — saison 1, épisode 17)
- 2011 : Glee : Tammy Jean Albertson (1 épisode — saison 2, épisode 16)
- 2011 : Drop Dead Diva : Jenna Kaswell-Bailey (1 épisode — saison 3, épisode 8)
- 2012 : Whitney : Lindsay (1 épisode — saison 1, épisode 13)
- 2012 : American Dad! : Kelly (animation, voix originale - saison 7, épisode 16)

#### Clips vidéos
- 2000 : The Real Slim Shady de Eminem : l'infirmière

### Comme scénariste
- 2005 : Kathy Griffin: My Life on the D-List (série TV)
- 1998 : Kathy Griffin: Hot Cup of Talk (TV)
- 2004 : Kathy Griffin: The D-List (TV)
- 2004 : Kathy Griffin: Allegedly (vidéo)
- 2005 : Kathy Griffin Is... Not Nicole Kidman (TV)
- 2006 : Kathy Griffin: Strong Black Woman (TV)

### stand-up
- HBO Comedy Half-Hour (1996)[27]
- Kathy Griffin: Hot Cup of Talk (1998)[28]
- Kathy Griffin: The D-List (2004)
- Kathy Griffin: Allegedly (2004)
- Kathy Griffin Is...Not Nicole Kidman (2005)
- Kathy Griffin: Strong Black Woman (2006)
- Kathy Griffin: Everybody Can Suck It (2007)
- Kathy Griffin: Straight to Hell (2007)
- Kathy Griffin: She'll Cut a Bitch (2009)
- Kathy Griffin: Balls of Steel (2009)
- Kathy Griffin Does the Bible Belt (2010)[29]
- Kathy Griffin: Whores on Crutches (2010)
- Kathy Griffin: 50 and Not Pregnant (2011)
- Kathy Griffin: Gurrl Down! (2011)
- Kathy Griffin: Pants Off (2011)[30]
- Kathy Griffin: Tired Hooker (2011)[31]
- Kathy Griffin: Seaman 1st Class (2012)
- Kathy Griffin: Kennedie Center On-Hers (2013)
- Kathy Griffin: Calm Down Gurrl (2013)
- Kathy Griffin: Record Breaker (en) (2013)

### Comme productrice
- 2004 : Kathy Griffin: Allegedly (vidéo)

## Récompenses et nominations

### Récompenses
- 2009 : lauréate du GLAAD Media Awards  pour ses positions en faveur des LGBT, lors de la cérémonie à Los Angeles où elle se présente en bikini pour recevoir la récompense[32]
- 2013 : lauréate du Grammy Award, catégorie "meilleur album comique" pour son album Calm Down Gurrl[33],[34]